# Immeuble au 3 rue Royale
L'immeuble au no 3 de la rue Royale est un bâtiment situé à Fontainebleau, en France. Il est partiellement inscrit aux monuments historiques depuis 1928.

## Situation et accès
L'édifice est situé au no 3 de la rue Royale, dans le centre-ville de Fontainebleau, et plus largement au sud-ouest du département de Seine-et-Marne.

## Histoire
Durant l'occupation de la France par l'Allemagne pendant la Seconde Guerre mondiale, le bâtiment abrite un bureau de placement sous l'autorité de la Feldkommandatur 680 de Melun.

## Structure
L'édifice évolue sur quatre niveaux et se compose de quatre travées du côté de la place.

## Statut patrimonial et juridique
Les façades sur la place du Général-de-Gaulle font l'objet d'une inscription au titre des monuments historiques par arrêté du 26 novembre 1928, en tant que propriété privée.